# Championnats d'Allemagne d'escrime
 (avril 2022).
Si vous disposez d'ouvrages ou d'articles de référence ou si vous connaissez des sites web de qualité traitant du thème abordé ici, merci de compléter l'article en donnant les références utiles à sa vérifiabilité et en les liant à la section « Notes et références ».
Les championnats d'Allemagne d'escrime sont organisés tous les ans depuis 1896 par la Fédération allemande d'escrime. On y attribue les titres de champions d'Allemagne lors d'épreuves individuelles et par équipes.

## Palmarès individuel
| Année | Fleuret masculin   | Fleuret féminin     | Épée masculine     | Épée féminine         | Sabre masculin   | Sabre féminin     |
| 2004  | Peter Joppich      | Anja Müller         | Sven Schmid        | Imke Duplitzer        | Christian Kraus  | Sandra Benad      |
| 2005  | Benjamin Kleibrink | Katja Wächter       | Tilmann Fetzer     | Claudia Bokel         | Christian Kraus  | Sibylle Klemm     |
| 2006  | Peter Joppich      | Anja Schache        | Martin Schmitt     | Imke Duplitzer        | Nicolas Limbach  | Alexandra Bujdosó |
| 2007  | Peter Joppich      | Katja Wächter       | Wolfgang Reich     | Claudia Bokel         | Nicolas Limbach  | Stefanie Kubissa  |
| 2008  | Benjamin Kleibrink | Anja Schache        | Sven Schmid        | Beate Christmann      | Johannes Klebes  | Alexandra Bujdosó |
| 2009  | Ralf Bißdorf       | Katja Wächter       | Jörg Fiedler       | Beate Christmann      | Nicolas Limbach  | Alexandra Bujdosó |
| 2010  | Benjamin Kleibrink | Carolin Golubytskyi | Martin Schmitt     | Imke Duplitzer        | Björn Hübner     | Stefanie Kubissa  |
| 2011  | Benjamin Kleibrink | Carolin Golubytskyi | Christoph Kneip    | Britta Heidemann      | Nicolas Limbach  | Alexandra Bujdosó |
| 2012  | Moritz Kröplin     | Carolin Golubytskyi | Steffen Launer     | Ricarda Multerer      | Nicolas Limbach  | Stefanie Kubissa  |
| 2013  | Peter Joppich      | Carolin Golubytskyi | Christoph Kneip    | Ricarda Multerer      | Benedikt Wagner  | Stefanie Kubissa  |
| 2014  | Moritz Kröplin     | Sandra Bingenheimer | Nikolaus Bodoczi   | Beate Christmann      | Matyas Szabo     | Sibylle Klemm     |
| 2015  | Peter Joppich      | Sandra Bingenheimer | Constantin Böhm    | Imke Duplitzer        | Matyas Szabo     | Anna Limbach      |
| 2016  | Peter Joppich      | Carolin Golubytskyi | Richard Schmidt    | Nadine Stahlberg      | Max Hartung      | Anna Limbach      |
| 2017  | Fabian Braun       | Anne Sauer          | Fabian Herzberg    | Ricarda Multerer      | Benedikt Wagner  | Anna Limbach      |
| 2018  | André Sanità       | Anne Sauer          | Niklas Multerer    | Beate Christmann      | Benedikt Wagner  | Anna Limbach      |
| 2019  | Benjamin Kleibrink | Leonie Ebert        | Nikolaus Bodoczi   | Beate Christmann      | Raoul Bonah      | Elisabeth Gette   |
| 2020  |                    |                     |                    |                       |                  |                   |
| 2021  | Marius Braun       | Anne Sauer          |                    |                       |                  |                   |
| 2022  | Laurenz Rieger     | Anne Sauer          | Samuel Unterhauser | Laura Katalin Wetzker | Matyas Szabo     | Julika Funke      |
| 2023  | Alexander Kahl     | Anne Sauer          | Richard Schmidt    | Alexandra Ndolo       | Frédéric Kindler | Julika Funke      |